# William Allen (marino)
William Allen (Weymouth, 25 de noviembre de 1792 - ib. 23 de enero de 1864) fue un oficial naval y explorador inglés.

## Biografía
Allen ingresó en la marina como voluntario en 1805 y estuvo presente en el paso de los Dardanelos en 1807.  Estuvo a bordo del HMS Leda en agosto de 1811 en la captura de la isla de Java, y en junio de 1813 durante el exitoso ataque a la base pirata de Sambas, en Borneo. Allen fue ascendido a teniente en 1815, comandante en 1836 y capitán en 1842.

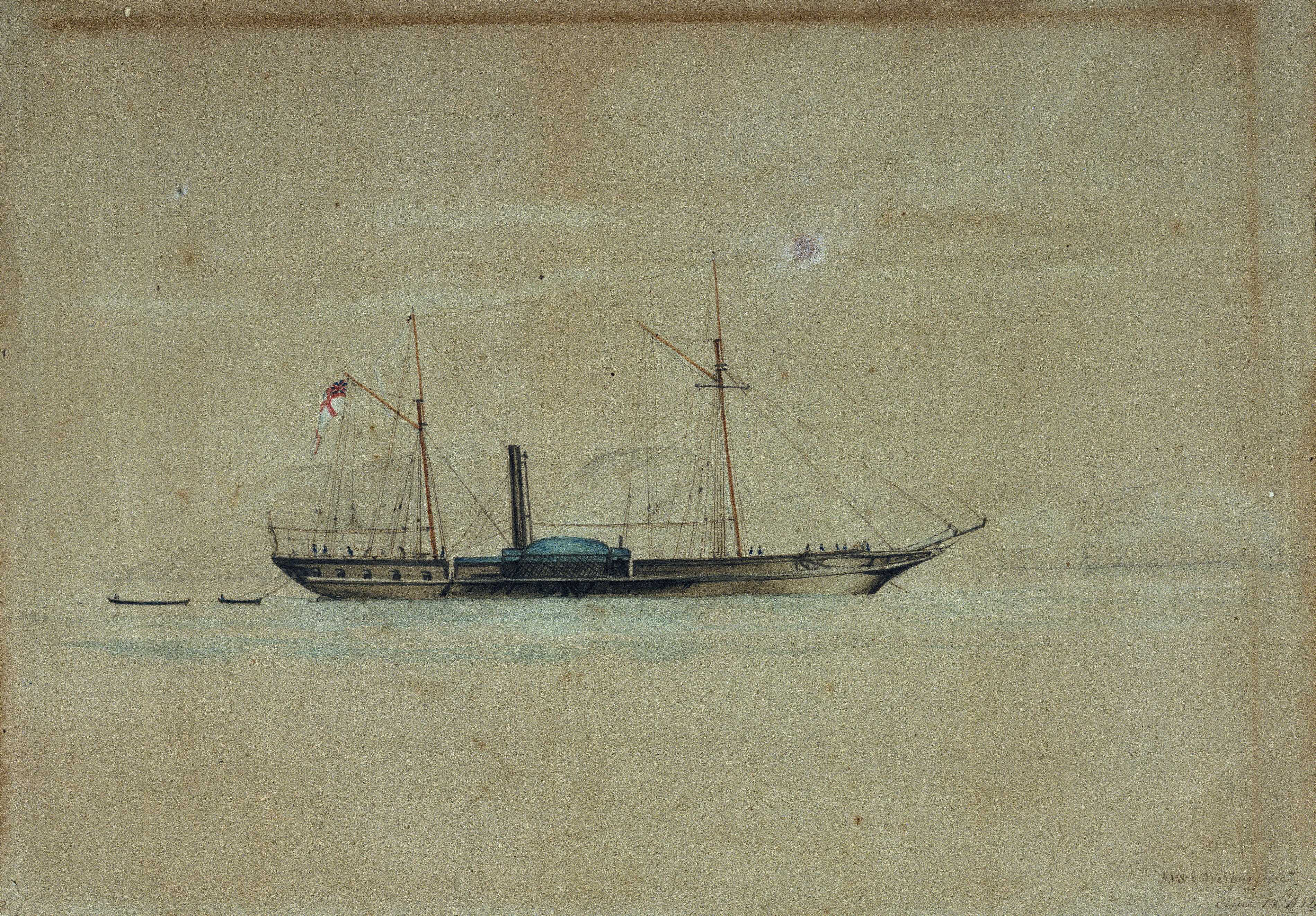
HMS Wilberforce, junio de 1842

Participó en la expedición a Níger de Richard Lander en 1832, pero es más conocido por haber comandado el vapor HMS Wilberforce en la desastrosa expedición a Níger de 1841 que dirigió el capitán Henry Totter. Aunque no se le puede culpar de ninguna de las desgracias de esta expedición, a su regreso recibió media paga y se retiró del servicio como contralmirante en 1862.
Allen recolectó el ejemplar tipo de la gallineta de Allen, Porphyrio alleni, cerca del río Níger. Fue miembro de la Royal Society.

## Obras
Junto con Thomas Richard Heywood Thomson, en 1848 Allen publicó el relato de su expedición al río Níger, como A Narrative of the Expedition sent by H.M.'s Government to the River Niger in 1841. En 1849, viajó por Siria y Palestina, y publicó los resultados en 1855 con el título de The Dead Sea, a New Route to India, with other Fragments and Gleanings in the East, en la que defendía la construcción de un canal entre el Mediterráneo y el mar Rojo por el valle del Jordán y el mar Muerto, comparando dicha ruta con el propuesto Canal de Suez.
En 1846, Allen publicó Mutual Improvement, en la que abogaba por la institución de premios a la buena conducta, otorgados mediante votación por la comunidad, dividida para tal fin en pequeños grupos, y en 1849, una obra antiesclavista, Plan for the immediate Extinction of the Slave Trade, for the Relief of the West India Colonies, and for the Diffusion of Civilisation and Christianity in Africa by the co-operation of Mammon with Philanthropy.
Allen también escribió Picturesque Views on Ascension Island (1835) y River Niger (1840), que aparecieron como artículos en las publicaciones de la Royal Geographical Society. Algunas de sus pinturas de paisajes se expusieron en la Royal Academy entre 1828 y 1847.